# Rennesøy
Rennesøy är en ö i Stavangers kommun i Rogaland fylke i sydvästra Norge. Ön är belägen i Boknafjorden, strax norr om staden Stavanger. Rennesøy har en yta på 40,7 kvadratkilometer och har knappt 3 000 invånare, inklusive den lilla ön Brimse i öster.
Rennesøy har en brant bergsdel i sydöst (Rennesøyhornet och Hodnafjellet, 234 respektive 225 meter över havet) och är relativt platt och välodlad i väster. Tätorten Vikevåg, som var centralort i den tidigare kommunen Rennesøy, ligger centralt på öns sydkust. Öns andra tätort, Østhusvik, ligger på östkusten.
Europaväg 39 går över Rennesøy och ger sedan 1992 en fastlandsförbindelse till Stavanger, ett vägprojekt som kallas Rennfast. Samma projekt gav också Rennesøy en fast vägförbindelse till öarna Sokn, Bru och Åmøy i söder. Sedan 2009 har Rennesøy även en fast vägförbindelse, Finnfast, till öarna Finnøy och Talgje i nordöst.